# Sport w Bielsku-Białej
W Bielsku-Białej funkcjonuje 96 organizacji sportowych, w tym: 55 klubów sportowych, 20 uczniowskich klubów sportowych, 5 parafialnych klubów sportowych, 2 towarzystwa krzewienia kultury fizycznej, 7 stowarzyszeń oraz 7 związków sportowych. Szkoleniem sportowym objętych jest ok. 5 tysięcy zawodniczek i zawodników, którzy biorą udział w zorganizowanych zajęciach treningowych i zawodach, obejmujących 40 dyscyplin sportowych.
Samorządową instytucją zajmującą się krzewieniem kultury fizycznej, sportu i rekreacji, a także mającą za zadanie utrzymanie części obiektów sportowych i prowadzenie sekcji sportowych jest Bielsko-Bialski Ośrodek Sportu i Rekreacji, którego siedziba znajduje się przy ul. Bratków 16.

## Piłka nożna

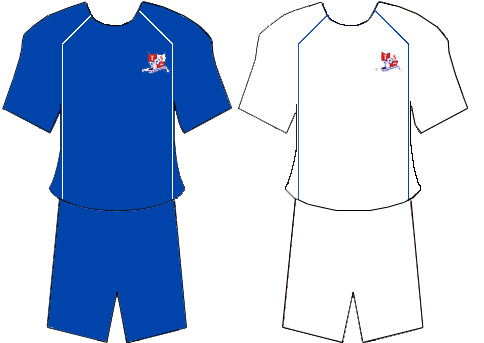
Koszulki Podbeskidzia Bielsko-Biała na sezon 2008/2009

Kluby piłkarskie w Bielsku-Białej biorące udział w rozgrywkach ogólnopolskich i wojewódzkich to:
- Podbeskidzie Bielsko-Biała, które obecnie gra w II lidze
- Rekord Bielsko-Biała, który również występuje w II lidze
- BKS Stal Bielsko-Biała występujący w V lidze

Ponadto w mieście istnieją lokalne kluby: Zapora Wapienica (grająca w Klasie A).
Podbeskidzie Bielsko-Biała i BKS Stal Bielsko-Biała prowadzą również sekcje młodzieżowej piłki nożnej oraz Szkoły Mistrzostwa Sportowego.
W mieście funkcjonuje także ampfutbolowy klub piłki nożnej - Kuloodporni Bielsko-Biała występujący w Amp Futbol Ekstraklasie.
W sierpniu 2008 r. Bielsko-Biała zostało oficjalnie zgłoszone do UEFA jako jeden z kandydatów do organizowania bazy treningowej na EURO 2012. Treningi jednej z ekip występujących na Mistrzostwach Europy miałyby się odbywać na gruntownie zmodernizowanym Stadionie Miejskim.
W Bielsku-Białej ma swoją siedzibę Beskidzki Okręgowy Związek Piłki Nożnej (BOZPN), który organizuje rozgrywki grupy bielskiej klasy okręgowej, jednej z sześciu grup klasy okręgowej na terenie województwa śląskiego.

### Stadiony

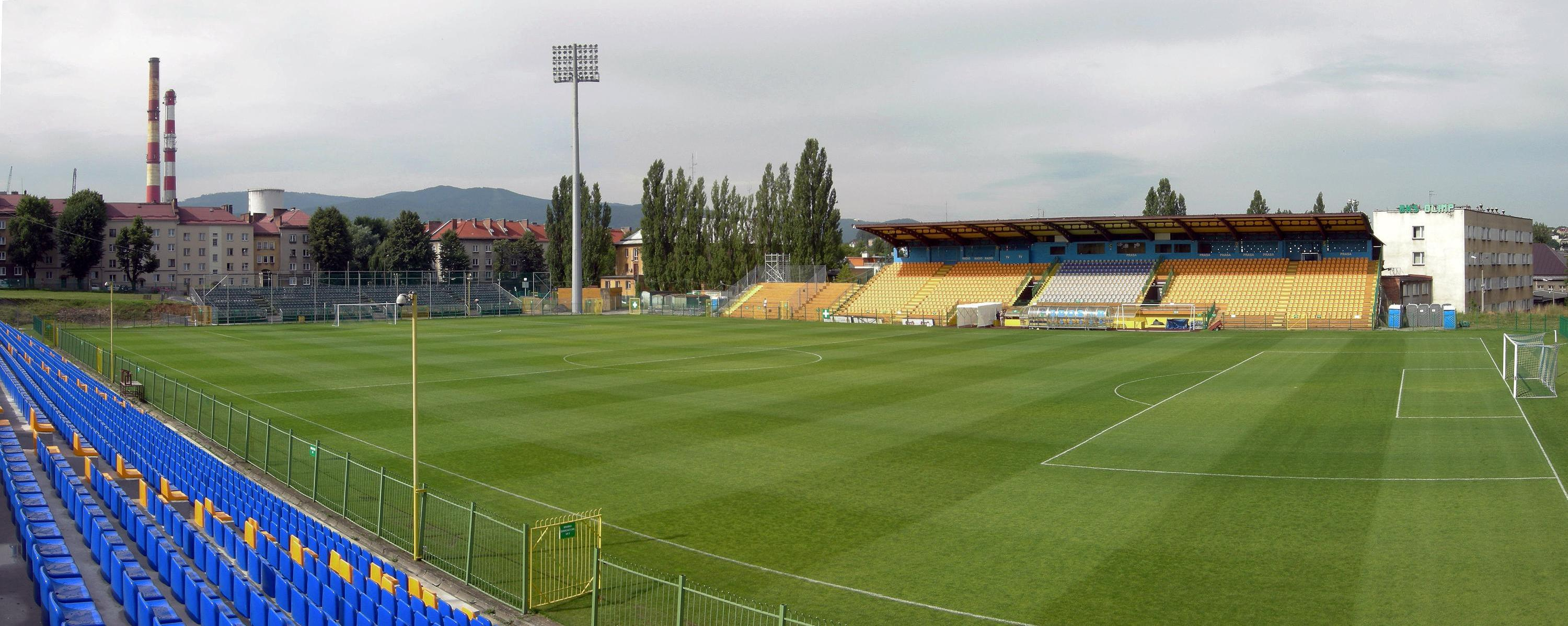
Stadion Miejski w lipcu 2011 r.

W Bielsku-Białej znajdują się dwa pełnowymiarowe stadiony:
- Stadion Miejski przy ul. Żywieckiej o wymiarach 105 × 70 m i pojemności 4279 osób, na którym gra TS Podbeskidzie oraz BKS Stal; zbudowany w 1927, trzykrotnie modernizowany: w latach 50. oraz w 2008 i 2011; obecnie w jego miejsce jest budowany nowy stadion o pojemności 15 000., będzie on ukończony w 2014;
- Stadion na Górce przy ul. Młyńskiej należący do przedwojennego klubu BBTS Bielsko-Biała (dziś tylko młodzieżowa piłka nożna);

Swoje obiekty posiadają również Zapora (przy ul. Jaworzańskiej) i Rekord (przy ul. Startowej). Podbeskidzie posiada również niewielki stadion w Komorowicach przy ul. Laurowej, należący niegdyś do klubu DKS Komorowice.

## Siatkówka

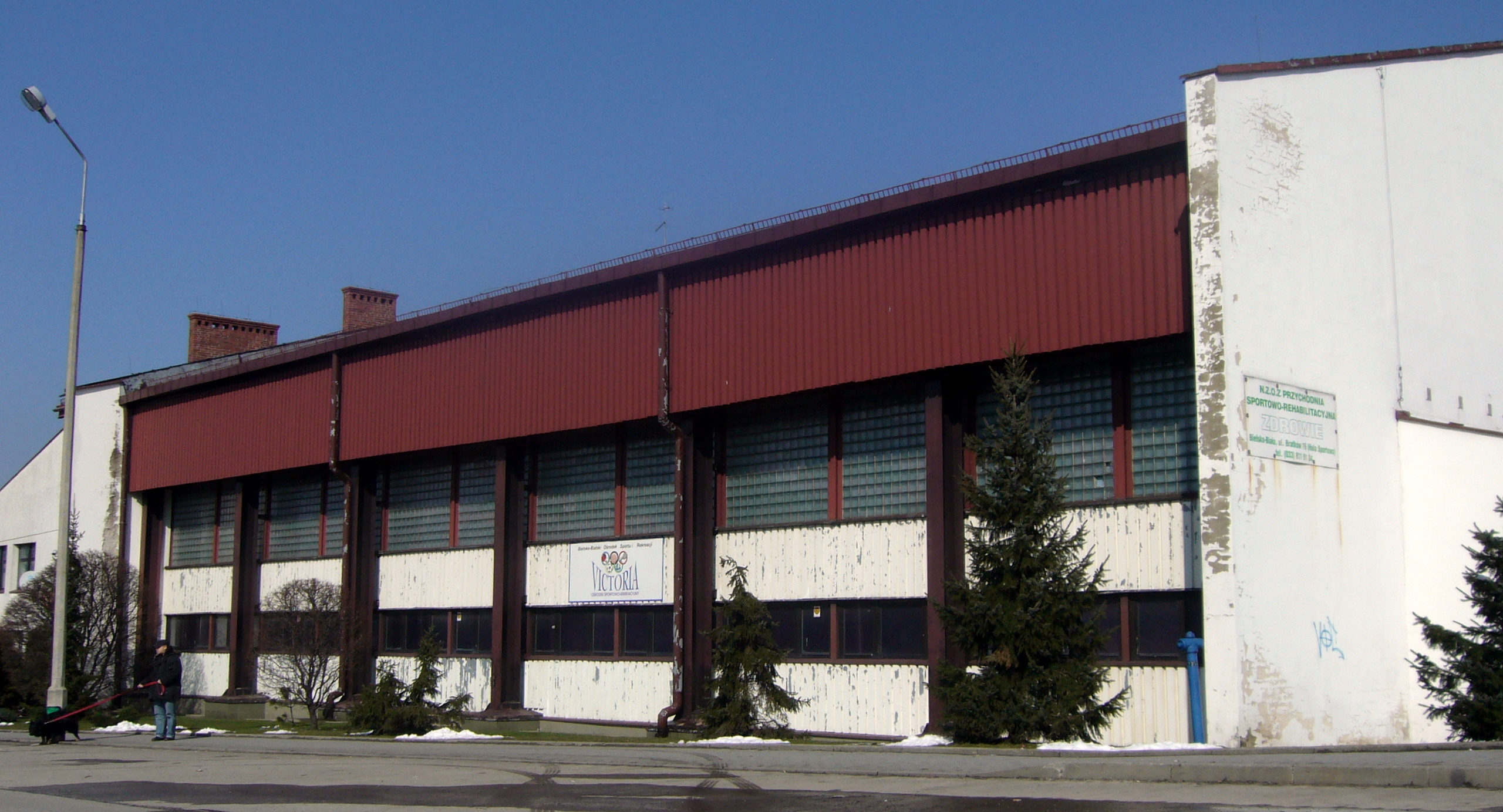
Hala sportowa BBOSiR
przy ul. Bratków 16

Najbardziej utytułowanym klubem jest żeńska drużyna BKS Stal Bielsko-Biała. Osiem razy zdobyła Mistrzostwo Polski oraz osiem razy Puchar Polski. Dwie zawodniczki BKS grają w Reprezentacji Polski. Klub posiada halę sportową przy ul. Rychlińskiego 19 o wymiarach 42 × 24 m i pojemności 1500 osób.
W rozgrywkach drugoligowych biorą udział kluby BKS II Bielsko-Biała i MKS Pro Bielsko-Biała.
Ponadto istnieje męska drużyna BBTS Siatkarz-Original Bielsko-Biała, która występuje w I lidze. Hala sportowa BBTS znajduje się przy ul. Bratków 16.

## Curling
Tor curlingowy powstał w początku 2008 r. w hali sportowej przy ul. Filarowej 52. Zakup i montaż sztucznego lodowiska kosztował miasto 560 tysięcy złotych. W planach jest budowa osobnej hali curlingowej lub toru curlingowego w budowanej hali widowiskowo-sportowej przy al. Armii Krajowej.
W marcu 2008 r. w Bielsku-Białej odbyły się Mistrzostwa Polski Juniorów w tej dyscyplinie. Zawody w curlingu w Bielsku-Białej odbywają się także podczas IX Zimowego Europejskiego Festiwalu Młodzieży „Śląsk-Beskidy 2009”, odbywającego się w dniach 15–20 lutego 2009.

## Aeroklub

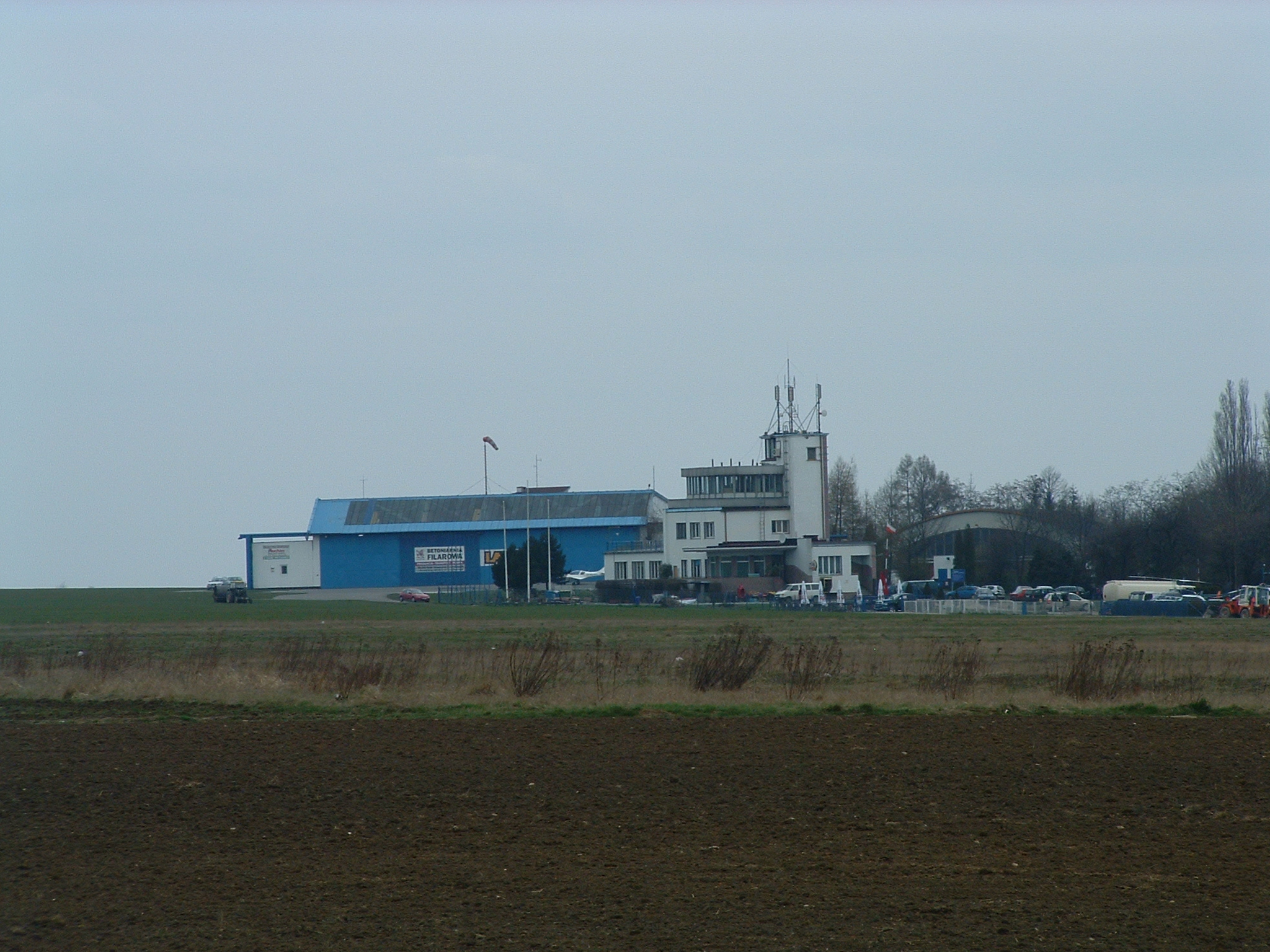
Lotnisko Bielsko-Biała Aleksandrowice

W Bielsku-Białej istnieje od 1945 r. również Aeroklub Bielsko-Bialski, którego bazą jest aleksandrowickie lotnisko. Aeroklub posiada cztery sekcje: samolotową, szybowcową, spadochronową, modelarską.
Z zawodników klubu obecnie największe sukcesy odnosi Sebastian Kawa, ośmiokrotny mistrz świata w konkurencjach szybowcowych (najwięcej tytułów mistrzowskich w światowej historii szybownictwa), obecny mistrz świata w klasie 15 metrów i jeden z kandydatów do tytułu Sportowca Roku 2012 w plebiscycie Przeglądu Sportowego.
Co roku we wrześniu na lotnisku w Aleksandrowicach organizowany jest Piknik Lotniczy, podczas którego organizowane są pokazy lotnicze, wystawy sprzętu latającego oraz liczne występy artystyczne.

## Narciarstwo
Z Klimczoka przez Szyndzielnię na Dębowiec i do dolnej stacji kolei gondolowej prowadzi nartostrada. Na stokach tych gór przeważnie od końca listopada do początku kwietnia działają wyciągi talerzykowe.
Dobre warunki do uprawiania narciarstwa biegowego panują na grzbietach Chrobaczej Łąki, Gaików i Magurki Wilkowickiej w Beskidzie Małym, a także Szyndzielni, Klimczoka oraz Błatniej w Beskidzie Śląskim.
Na stoku Dębowca w styczniu 2013 r. otwarto Bielsko-Bialski Ośrodek Rekreacyjno-Narciarski „Dębowiec”. Jego głównym trzonem jest kolej linowa, która na polanę pod Dębowcem przewozi w zimie narciarzy i snowboardzistów, a w lecie pieszych turystów.
Przy ul. Skalnej, u podnóża Dębowca, znajduje się całoroczny tor saneczkowy o długości 410 m z trzema tunelami i trzema pełnymi łukami, w pełni oświetlony.
Obecnie planowana jest budowa ośrodka narciarskiego na Szyndzielni, z połączeniem jej kolejami krzesełkowymi ze Szczyrkiem oraz Brenną.
W Bielsku-Białej znajduje się siedziba Polskiego Związku Snowboardu.
W mieście działa narciarski klub sportowy Live www.klubsportowylive.pl. Wywodzi się z niego Mistrz Polski seniorów w narciarstwie alpejskim Jakub Ilewicz

## Lekkoatletyka

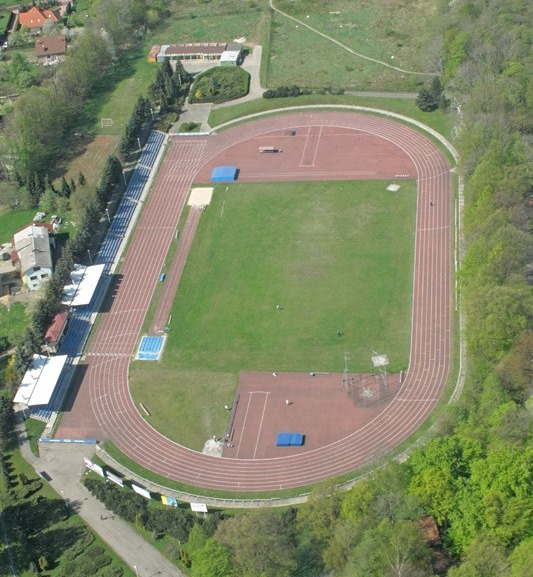
Stadion lekkoatletyczny

Jedynym klubem lekkoatletycznym, działającym w Bielsku-Białej jest KS Sprint. Jego siedziba mieści się przy ul. Jaworzańskiej 120 w Wapienicy.
Przy ul. Jaworzańskiej znajduje się stadion lekkoatletyczny KS Sprint, mający 1648 miejsc.
W mieście odbywają się dwa ważne mityngi lekkoatletyczne:
- Beskidianathletic organizowany przez KS Sprint na wapienickim stadionie od 2002 r.
- Bieg Fiata – bieg organizowany od 1993 r. na 10-kilometrowej trasie od bielskiego Fiata

W 2003 r. w Bielsku-Białej odbyły się Mistrzostwa Polski seniorów w lekkoatletyce. Ponownie mistrzostwa Polski seniorów miasto gościło w 2010 roku. Bielsko-Biała było również gospodarzem mistrzostw kraju seniorów także w roku 2012
Trenerami lekkiej atletyki są: Stefan Ruśniak, Katarzyna Dobija, Michał Dębowski.

## Pozostałe sporty
Kolarstwo
Bielsko-Biała dziesięciokrotnie (1954, 1957, 1958, 1960, 1970, 1992, 1994, 1995, 1997 i 1998) gościło prestiżowy wieloetapowy szosowy wyścig kolarski Tour de Pologne oraz jednokrotnie w 1990 r. Wyścig Pokoju.
Dwa razy w roku (w kwietniu i wrześniu) w mieście odbywa się rajd rowerowy o charakterze rodzinnym (można startować całymi rodzinami lub indywidualnie). Ogólna długość trasy wynosi 35 km.
Organizacją imprez kolarskich, popularyzowaniem turystyki rowerowej itp. działaniami zajmuje się Beskidzkie Towarzystwo Cyklistów.
Tenis stołowy
Istnieje zawodowy klub BISTS „Polsport”, grający od 2008 r. w I lidze. Od lat 80. XX wieku Bielsko-Bialski Ośrodek Sportu i Rekreacji organizuje rozgrywki Bielsko-Bialskiej Amatorskiej Ligi Tenisa Stołowego, w których bierze udział 15 drużyn. Co roku od 2006 na przełomie stycznia i lutego BBOSiR organizuje Grand Prix w tenisie stołowym
Koszykówka
Od 1991 r. odbywają się pod patronatem Urzędu Miejskiego rozgrywki Bielskiej Ligi Koszykówki, w których bierze udział od 15 do 20 amatorskich drużyn z terenu d. województwa bielskiego. Mecze odbywają się w hali sportowej BBOSiR przy ul. Bratków.
Żeglarstwo
Bielsko-Biała jest również ważnym w południowej Polsce ośrodkiem żeglarskim. Swoją siedzibę ma tu Beskidzki Okręgowy Związek Żeglarski. W mieście działają również kluby żeglarskie, z których największe to: Yacht Klub Polski Bielsko oraz Klub Żeglarski „Halny”, a bielscy żeglarze uzyskują świetne wyniki w klasie „Micro” (w 2008 r. wicemistrzostwo świata).
Snooker
W Bielsku-Białej co roku od 2008 odbywa się Klimat Cup – zaproszeniowy turniej snookerowy, drugi po Warsaw Snooker Tour z serii zaplanowanych w Polsce. Miejscem rozgrywek jest Klub Klimat w Galerii Sfera.
Judo
Spore osiągnięcia sportowe mają na swoim koncie judoczki i judocy Gwardii Bielsko-Biała. Najbardziej utytułowaną zawodniczką jest Agnieszka Chlipała – brązowa medalistka drużynowych mistrzostw Europy w 2007 r.
Motoryzacja
Spore sukcesy odnoszą również rajdowcy z Beskidzkiego Klubu Motorowego. Należy do nich Sebastian Krywult – zdobywca pierwszego miejsca w klasyfikacji generalnej mistrzostw Polski w rajdach enduro (2007).